# Parhexapodibius ramazzottii
Parhexapodibius ramazzottii är en djurart som tillhör fylumet trögkrypare, och som beskrevs av Manicardi och Bertolani 1987. Parhexapodibius ramazzottii ingår i släktet Parhexapodibius och familjen Calohypsibiidae. Inga underarter finns listade i Catalogue of Life.